# Schmiede Dorfstraße West 40
Die ehemalige Schmiede Dorfstraße West 40 in der niedersächsischen Gemeinde Geestland, Ortsteil Köhlen, im Landkreis Cuxhaven, stammt aus der ersten Hälfte des 20. Jahrhunderts.
Das Gebäude steht unter Denkmalschutz (siehe auch Liste der Baudenkmale in Geestland).

## Beschreibung
Das eingeschossige giebelständige verputzte Gebäude mit ziegelgedecktem Satteldach und rückseitiger Ladeluke wurde um 1920 als Schmiede gebaut. Das Inventar und die bauzeitlichen Fenster sind erhalten.
Das Landesdenkmalamt befand u. a.: „… Erhaltung aus geschichtlichen und städtebaulichen Gründen wegen des orts- und technikgeschichtlichen sowie straßenbildprägenden Zeugniswerts …“